# Кузьминовка (Давлекановский район)
Кузьминовка (баш. Кузьминовка) — деревня в Давлекановском районе Республики Башкортостан Российской Федерации. Входит в состав Кадыргуловского сельсовета. 

## География

### Географическое положение
Расстояние до:
- районного центра (Давлеканово): 38 км,
- центра сельсовета (Кадыргулово): 5 км,
- ближайшей ж/д станции (Давлеканово): 38 км.

## Население
| 2002 | 2009 | 2010 |
| ---- | ---- | ---- |
| 49   | ↘47  | ↘41  |

Согласно переписи 2002 года, преобладающая национальность — чуваши (72 %).